# Festa nazionale ungherese
La festa nazionale ungherese (in ungherese Nemzeti ünnep) è la ricorrenza nazionale dell'Ungheria che si celebra il 15 marzo.

## Storia
Tale ricorrenza commemora l'inizio della Rivoluzione ungherese del 1848, strettamente connessa alle altre rivoluzioni del 1848 nelle zone dell'Impero asburgico. Essa nacque in seguito alla dichiarazione d'indipendenza del popolo magiaro, guidata dal liberale Lajos Kossuth, dal dominio asburgico. Veniva così richiesto, per esempio, l'ampliamento del diritto di voto, e il trasferimento da Pozsony a Pest della Dieta ungherese.
Celebri personalitá ungheresi come il poeta del Romanticismo Sándor Petőfi diedero il loro contributo alla causa magiara non solo con gli scritti e le poesie ma anche con azioni eroiche.

## Altre festività
In Ungheria si celebrano inoltre altre festività nazionali importanti: la ricorrenza del 20 agosto (in ungherese: Az államalapítás ünnepe), che commemora la fondazione dello Stato Magiaro e il suo fondatore, re Stefano I d'Ungheria e la ricorrenza del 23 ottobre, volta a commemorare la Rivoluzione ungherese del 1956, contro l'occupazione sovietica.